# Get a Grip
Get a Grip (en español: Contrólate) es el nombre del undécimo álbum de estudio de la banda estadounidense de hard rock Aerosmith. Fue lanzado al mercado el 20 de abril de 1993 por la discográfica Geffen Records. Get a Grip fue el último álbum de estudio que fue lanzado por la compañía Geffen, después de volver con Columbia Records.
Este álbum cuenta con la portada de una vaca marcada con el logo de la banda y un piercing en la ubre de los pezones, junto con las participaciones especiales como Don Henley, quien realizó los coros de "Amazing" y Lenny Kravitz quien se ofreció como coreuta de la "Line Up". Como en Permanent Vacation (1987) y Pump (1989), este álbum contiene muchos colaboradores que son diferentes a los miembros de la banda, tales como Desmond Child, Jim Vallance, Mark Hudson, Richie Supa, Taylor Rhodes, Jack Blades y Tommy Shaw.
"Get A Grip" se convirtió en el álbum de Aerosmith más exitoso y más vendido mundialmente, archivando más de 20 millones de copias en todo el mundo, y está empatado con Pump para el segundo álbum más vendido en los Estados Unidos, vendiendo más de 7 millones de copias a partir de 1995. Esto también lo hizo su tercer álbum consecutivo con ventas de menos de 5 millones de copias en Estados Unidos. Dos canciones de este álbum ganaron el premio Grammy a la mejor interpretación rock de un dúo o grupo con vocalista en 1993 y 1994.

## Recepción
En la crítica de Allmusic para Get A Grip, Stephen Thomas Erlewine dijo que el álbum falló en comparación con Pump porque creía que la banda estaba tratando demasiado duro para tener un éxito y que no tenía ninguna profundidad, pero sentía que el álbum todavía "sonaba bien". Mark Coleman, para su revisión en la revista Rolling Stone, dijo que le gustaba el título principal, y lo comparó con la canción llamada "Intro" de Steven Tyler y la colaboración de Joe Perry con Run-DMC en "Walk This Way", pero cree que la mayoría del álbum carece de "aventura" y es muy "sombrío". En su entrevista, comparó algunas canciones como "Livin 'on the Edge", parecidas a Bon Jovi y sintió que había un problema con el álbum y los compositores/colaboradores. Robert Christgau, sin embargo, criticó que en Get A Grip estaban tratando de muchas cosas diferentes en el álbum y que eran muy buenos en hacer algo nuevo, como en la canción "Cryin'" y se lo dio su mejor revisión desde 1980, Greatest Hits. Ben Mitchell llamó el álbum "suave" y "superficial" pero consideró que Eat the Rich y Crazy se destacaban en el álbum.

## Lista de canciones
| N.º     | Título                              | Escritor(es)                          | Duración |  |
| 1.      | «Intro»                             | Steven Tyler, Joe Perry, Jim Vallance | 0:24     |  |
| 2.      | «Eat the Rich»                      | Tyler, Perry, Vallance                | 4:11     |  |
| 3.      | «Get a Grip»                        | Tyler, Perry, Vallance                | 3:59     |  |
| 4.      | «Fever»                             | Tyler, Perry                          | 4:15     |  |
| 5.      | «Livin' on the Edge»                | Tyler, Perry, Mark Hudson             | 6:07     |  |
| 6.      | «Flesh»                             | Tyler, Perry, Desmond Child           | 5:57     |  |
| 7.      | «Walk on Down»                      | Perry                                 | 3:39     |  |
| 8.      | «Shut Up and Dance»                 | Tyler, Perry, Jack Blades, Tommy Shaw | 4:56     |  |
| 9.      | «Cryin'»                            | Tyler, Perry, Taylor Rhodes           | 5:09     |  |
| 10.     | «Gotta Love It»                     | Tyler, Perry, Hudson                  | 5:58     |  |
| 11.     | «Crazy»                             | Tyler, Perry, Child                   | 5:14     |  |
| 12.     | «Line Up» (featuring Lenny Kravitz) | Tyler, Perry, Lenny Kravitz           | 4:03     |  |
| 13.     | «Amazing»                           | Tyler, Richard Supa                   | 5:57     |  |
| 14.     | «Boogie Man» (Instrumental)         | Tyler, Perry, Vallance                | 2:17     |  |
| 1:01:33 |                                     |                                       |          |  |

| Versión internacional |                      |                            |          |  |
| N.º                   | Título               | Escritor(es)               | Duración |  |
| 13.                   | «Can't Stop Messin'» | Tyler, Perry, Blades, Shaw | 3:30     |  |
| 14.                   | «Amazing»            | Tyler, Richard Supa        | 5:56     |  |
| 15.                   | «Boogie Man»         | Tyler, Perry, Vallance     | 2:16     |  |
| 1:05:03               |                      |                            |          |  |

## Personal
Aerosmith
- Steven Tyler – voz principal y coros, piano, órgano, mandolina, armónica y percusión adicional
- Joe Perry – voz principal y coros, guitarra principal
- Brad Whitford – guitarra rítmica y principal
- Tom Hamilton – bajo
- Joey Kramer – batería y pandereta

Personal adicional
- David Campbell – arreglos de orquesta en "Crazy" y "Amazing"
- Paul Baron – trompeta
- Desmond Child – piano en "Crazy".
- Bruce Fairbairn – trompeta
- Don Henley – coros en "Amazing".
- Sandy Kanaeholo – batería extra "Eat the Rich".
- Tom Keenlyside – saxofón
- Lenny Kravitz – coros "Line Up".
- Ian Putz – saxofón barítono
- Bob Rogers – trombón
- John Webster – sintetizadores
- Richard Supa – sintetizadores en "Amazing".
- Liainaiala Tagaloa – batería extra en "Eat the Rich".
- Mapuhi T. Tekurio – batería extra en "Eat the Rich".
- Aladd Alationa Teofilo – batería extra en "Eat the Rich".
- Melvin Liufau – batería extra en "Eat the Rich".
- Wesey Mamea – batería extra en "Eat the Rich".

## Listas de ventas
Álbum
| Lista (1993)                   | Mejor posición |
| ------------------------------ | -------------- |
| Australia (Top 40)             | 3              |
| Austria (Top 75)               | 3              |
| Canadá RPM 100 Albums          | 2              |
| Estados Unidos (Billboard) 200 | 1              |
| Francia (InfoDisc)             | 24             |
| Noruega (Top 40)               | 3              |
| Nueva Zelanda (Top 50)         | 9              |
| Países Bajos (Top 100)         | 2              |
| Reino Unido (Top 100)          | 2              |
| Suecia (Top 60)                | 3              |
| Suiza (Top 100)                | 1              |

Sencillos
| Año  | Sencillo           | Lista                                             | Posición |
| ---- | ------------------ | ------------------------------------------------- | -------- |
| 1993 | Amazing            | Estados Unidos (Billboard Mainstream Rock Tracks) | 3        |
| 1993 | Amazing            | Estados Unidos (Billboard Hot 100)                | 24       |
| 1993 | Amazing            | Estados Unidos (Billboard Top 40 Mainstream)      | 9        |
| 1993 | Amazing            | Reino Unido (UK Singles Chart)                    | 57       |
| 1993 | Cryin'             | Estados Unidos (Billboard Mainstream Rock Tracks) | 1        |
| 1993 | Cryin'             | Estados Unidos (Billboard Hot 100)                | 12       |
| 1993 | Cryin'             | Estados Unidos (Billboard Top 40 Mainstream)      | 11       |
| 1993 | Cryin'             | Reino Unido (UK Singles Chart)                    | 17       |
| 1993 | Cryin'             | Noruega (Top 20)                                  | 1        |
| 1993 | Cryin'             | Suecia (Top 60)                                   | 3        |
| 1993 | Cryin'             | Suiza (Top 75)                                    | 4        |
| 1993 | Eat the Rich       | Estados Unidos (Billboard Mainstream Rock Tracks) | 5        |
| 1993 | Eat the Rich       | Reino Unido (UK Singles Chart)                    | 34       |
| 1993 | Fever              | Estados Unidos (Billboard Mainstream Rock Tracks) | 5        |
| 1993 | Livin' on the Edge | Estados Unidos (Billboard Mainstream Rock Tracks) | 1        |
| 1993 | Livin' on the Edge | Estados Unidos (Billboard Hot 100)                | 18       |
| 1993 | Livin' on the Edge | Estados Unidos (Billboard Top 40 Mainstream)      | 19       |
| 1993 | Livin' on the Edge | Reino Unido UK Singles Chart                      | 19       |
| 1993 | Livin' on the Edge | Australia (Top 50)                                | 21       |
| 1993 | Livin' on the Edge | Noruega (Top 20)                                  | 4        |
| 1994 | Crazy              | Estados Unidos (Mainstream Rock Tracks)           | 7        |
| 1994 | Crazy              | Estados Unidos (The Billboard Hot 100)            | 17       |
| 1994 | Crazy              | Estados Unidos (Top 40 Mainstream)                | 7        |

### Final de la década
| Tabla (1990–1999)              | Posición |
| ------------------------------ | -------- |
| Estados Unidos (Billboard 200) | 77       |